# 3345 Tarkovskij
3345 Tarkovskij (1982 YC1) là một tiểu hành tinh vành đai chính được phát hiện ngày 23 tháng 12 năm 1982 bởi Lyudmila Georgievna Karachkina ở Đài vật lý thiên văn Crimean. The asteroid được đặt tên sau tên the Russian filmmaker Andrei Tarkovsky (1932—1986).